# INAX
INAX（イナックス）は、LIXILが展開する衛生陶器・住宅設備機器・建材のブランド名である。
また、株式会社INAX（英: INAX Corporation）は、2011年3月までこれらの事業を展開していた企業で、現在のLIXILの前身の一つである。

## 概要

### 法人
常滑焼の産地である愛知県知多郡常滑町において、1887年（明治20年）頃から陶工の伊奈初之丞が陶管の製造を開始した。1921年（大正10年）、伊奈初之丞は大倉陶園創業者である大倉和親の支援を受けて匿名組合伊奈製陶所を創業し、陶管（土管）やタイル等の建設用陶器を製造した。1924年（大正13年）2月には伊奈初之丞の長男である伊奈長三郎が法人化を行い、森村グループのタイルメーカーとして伊奈製陶株式会社が設立された。伊奈長三郎は常務に就任し、以後も伊奈家が経営に関わってきた。1945年（昭和20年）には衛生陶器の製造を開始し、同じ森村グループに属する東洋陶器株式会社（後のTOTO）とライバル関係になった。
1985年（昭和60年）4月21日、伊奈製陶はコーポレートアイデンティティ（CI）を実施し、株式会社イナックスに商号変更した。英字社名のINAXの社名は、それまでの「ina」に未知数などを示す「X」をつけたものである。同時に企業理念「INAX5」を制定し、ロゴマークも一新した。2004年（平成16年）にはロゴマークが微修正され、社名左側の図形部分が横長から縦横同幅になった。
2001年（平成13年）10月21日、アルミサッシなどを手掛ける建材メーカー大手のトステムとの経営統合により、純粋持株会社である株式会社INAXトステム・ホールディングス（旧・初代トステム。のちの住生活グループ→LIXILグループ、現・〈3代目〉LIXIL）傘下の事業会社になり、トステムとは住宅設備機器の企画や展開において協業関係になった。2006年（平成18年）1月、トステムとの共同ショールームを岐阜市にオープンさせた。
2011年（平成23年）4月1日、同じ住生活グループの2代目トステム、新日軽、東洋エクステリア（TOEX）、LIXIL（統合後と同じ名称だが、グループ内での営業戦略の立案を行っていた別法人）と合併し、サンウエーブ工業の開発・管理部門を統合して、新会社株式会社LIXIL（2代目法人）となり、INAXは同社における製品ブランド名の一つとなった。川本隆一社長は合併時にLIXILの社内カンパニー「金属・建材カンパニー」社長に就任している。

### 商品
トイレや洗面器などの衛生陶器では、TOTOと同社で日本国内シェアの9割程度を占める。便器のシェアはTOTOが約60%でINAXが約30%、温水便座のシェアはTOTOが約55%でINAXが約25%である。
タイルについては世界最大のメーカーであり、内装用建材「エコカラット」などの独自商品も発売している。衛生陶器全製品を「ハイパーキラミック」と称する抗菌仕様に変更した。なお、抗菌については2007年（平成19年）にISO規格となり、INAXでも商品展開で強調している。さらに防汚性能を上げるために、「プロガード」と呼ばれるコーティングも導入され、住宅用便器や洗面器を中心に採用を広げている。プロガードは、他社製の物を含め既存便器（他社防汚技術商品を除く）・洗面器などにも加工が可能である。
2006年（平成18年）4月1日には、住宅用洋風便器に大洗浄6リットルの「ECO6トイレ」を発売。大洗浄8リットルタイプを主力としていたTOTOに一歩先行したが、TOTOも2006年（平成18年）8月に「ネオレスト」をモデルチェンジし、6リットル洗浄を実現した。その後、2009年（平成21年）4月1日にINAXが「サティス」で大洗浄5リットル・小洗浄4リットルの「ECO5」を発売すると、TOTOは2009年（平成21年）8月に大洗浄4.8リットルの「GREEN MAX 4.8」シリーズを発売。対するINAXは2011年（平成23年）4月に大洗浄4リットル・小洗浄3.3リットルの「ECO4」を「サティス」で実現したが、TOTOはGREENMAX3.8を登場させている。

## 沿革

伊奈製陶時代のロゴ

初代INAXロゴ

- 1921年 - 大倉和親が伊奈初之丞の事業を支援し、匿名組合伊奈製陶所を創業。
- 1924年 - 伊奈製陶株式会社設立。タイル、陶管、テラコッタの製造を開始。
- 1945年 - 衛生陶器の製造を開始。
- 1949年 - 名古屋証券取引所に上場。
- 1958年 - ポリバスの製造を開始。
- 1967年 - シャワートイレ（温水洗浄便座）付便器「サニタリーナ61」を発売。
- 1968年 - ユニットバスの製造を開始。
- 1969年 - 「ina」のロゴマークを使用開始。
- 1974年 - 節水消音便器「カスカディーナ」を発売。
- 1975年 - システムキッチン製造開始。
- 1976年 - シャワートイレシートタイプを発売開始。
- 1977年 - 簡易水洗便器「トイレーナ」発売開始。
- 1980年 ‐ 株の買い占め事件が発生する[2]。
- 1981年 - この頃から総会屋問題が頻発するようになる[3][4]。
- 1984年 - システムトイレを発売。
- 1984年5月 - ミスティ、リーリックの新カラー体制を確立させる。
- 1985年4月21日 - 株式会社イナックスに商号変更。「INAX（青色）」のロゴマークを使用開始[5]。
- 1986年 - 六本木・アークヒルズ内に「XSITE」をオープン。
- 1988年 - 常滑トイレパークを開園。
- 1990年 - 世界初の自己発電型自動水栓「オートマージュ」を発売。
- 1993年 - 住宅用外装材「エクセリア」を発売。
- 1996年 - 水まわりの抗菌計画を進め「キラミック」を展開、同業のジャニス工業と資本・業務提携。
- 1998年 - 住宅用内装タイル「エコカラット」を発売。
- 1999年 - 防汚技術「プロガード」加工商品を発売開始。
- 2001年 - タンクレストイレ「サティス」を発売、グッドデザイン金賞など受賞多数。トステムと経営統合し、INAXトステム・ホールディングス（旧初代トステム）の傘下に。決算期日を10月20日から3月31日に変更。
- 2002年11月1日 - ローマ字商号の解禁に伴い、商号を株式会社INAXに更正。
- 2004年 - 創立80周年。「サティス」をモデルチェンジ、「サティスアステオ」を追加、「SUITEWALL」を発売。ロゴマークを微修正（横幅が短くなり、黒色に変更）[5]。
- 2006年 - 住宅用便器に「超節水ECO6（エコシックス）トイレ」を発売。
- 2009年 - アメリカンスタンダードのアジア部門を買収。
- 2010年10月1日 - 株式会社INAXCOMを合併。
- 2011年
  - 3月1日 - 株式会社ジャクソンエス・ピー・アイを合併。
  - 4月1日 - 住生活グループ内の再編により、（2代目）トステム（存続会社）、新日軽、東洋エクステリア、（初代）LIXILと合併し解散。（2代目）株式会社LIXILが発足。常滑市のINAX本社は「LIXIL常滑本社」（LIXILのメインの本社。本店は東京〈旧トステム〉）となる。
- （補足）2020年12月1日 - （2代目）株式会社LIXIL（旧2代目トステム）が株式会社LIXILグループ（旧初代トステム）に合併され解散。（3代目）株式会社LIXILが発足。

## 主な商品
- 浴室
- 洗面化粧台
- トイレ - トイレ･洗面器などの衛生陶器は陶器部分をすべて抗菌仕様のハイパーキラミックとしている。更に、品番頭に「G」を付けると防汚のための「プロガード」を施した仕様となる（一部品番を除く）。
- インテリアタイル・外壁
- 各種水栓

システムキッチンは2011年3月末をもって取扱を終了し、サンウエーブブランドに移行した。「レノ」については同年4月以降もサンウエーブブランドの製品として引き続き取り扱う。

## 事業所
この節は株式会社INAX時代の事業所を示す。

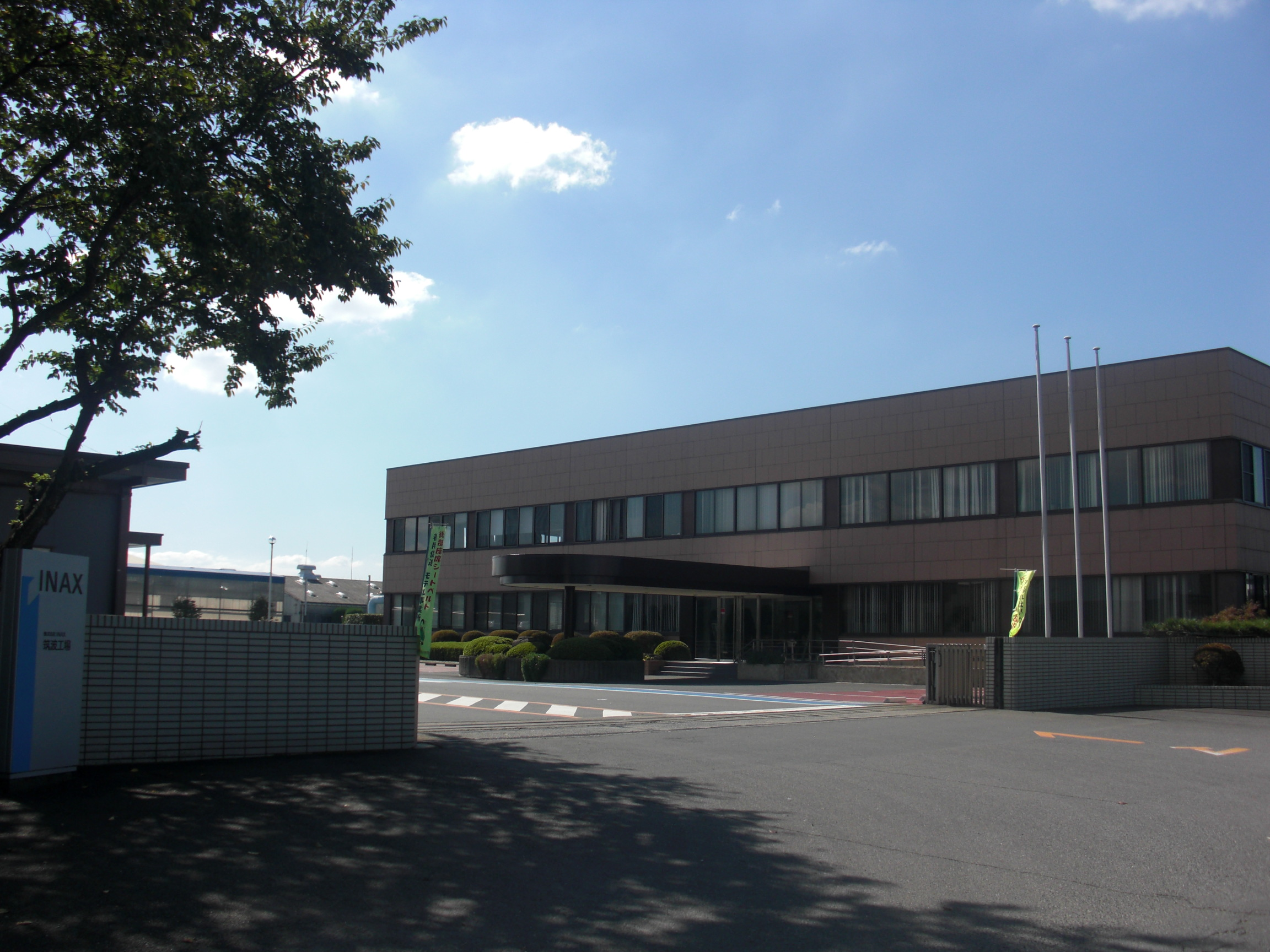
筑波工場（茨城県つくば市）

- 常滑本社（愛知県常滑市鯉江本町五丁目1番地）
- 東京本部（東京都中央区日本橋）
  - 営業部門支社全国21箇所（統括支社含む）
- 工場
  - 榎戸工場・総合技術研究所（常滑市、榎戸駅前）…衛生陶器
  - 知多工場（愛知県知多市）- 樹脂製品（シャワートイレなど）
  - 半田工場（半田市）- 水栓金具
  - 尾道工場（広島県尾道市）- 水栓金具
  - 大谷工場（常滑市）- システムキッチン・洗面化粧台
  - 筑波工場（茨城県つくば市）- ユニットバス（東日本向け）
  - 江別工場（北海道江別市）- ユニットバス（北海道向け）
  - 上野緑工場（三重県伊賀市）- ユニットバス（西日本向け）
  - 常滑東工場（知多郡東浦町）- 外装湿式タイル、ベルパーチ
  - 久米工場（常滑市）- エクセリア
  - 上野工場（伊賀市、伊賀上野駅前）- 内装タイル、大形建材
  - 土浦工場（茨城県かすみがうら市）- ソイルセラミックス
  - 青山工場（伊賀市）- 電子部品
  - 鹿島工場（佐賀県鹿島市）
- ショールーム全国54か所（今後、LIXILショールームに順次改装）

## 認定職業訓練
- INAX建築技術専門校 - INAXが運営する認定職業訓練による職業能力開発校。タイル職人を養成する

## 企業博物館

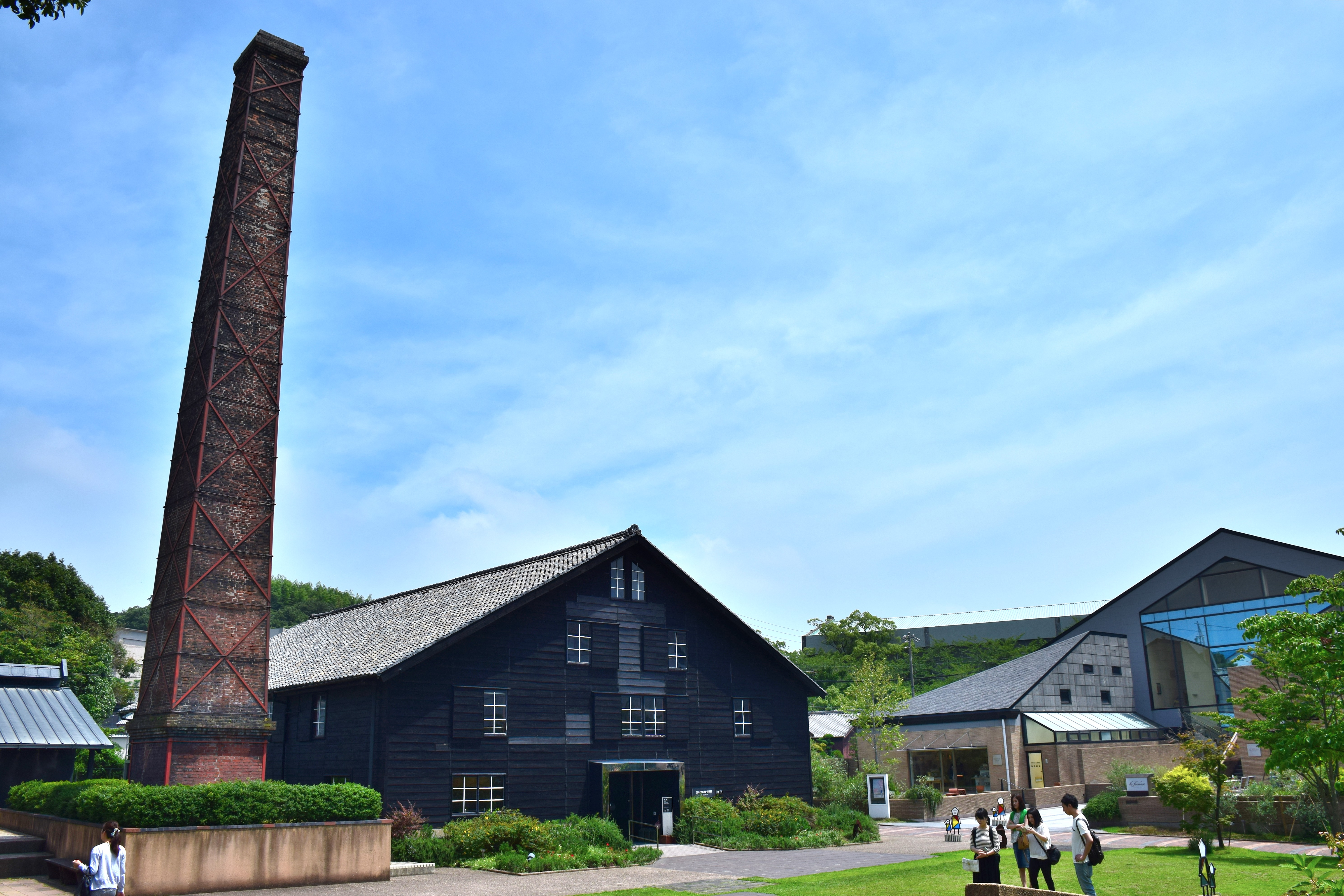
INAXライブミュージアム

- INAXライブミュージアム - 愛知県常滑市にあるINAXの企業博物館

## 関連会社
- 九州INAX（佐賀県鹿島市） - 衛生陶器、ユニットバス製造
- 日本陶業（愛知県常滑市） - 衛生陶器製造（列車便所の製造実績もある）、2008年解散
- 伊奈精機（滋賀県彦根市） - 水栓金具製造
- 東濃INAX（愛知県瀬戸市） - 建材製造
- アーストン（岐阜県大垣市） - 石材加工
- 蘇州伊奈建材（中国・蘇州市） - 建材製造
- 蘇州伊奈衛生潔具（中国・蘇州市） - 水栓金具製造
- 台湾伊奈（台湾） - 建材製造
- VINAX（ベトナム） - 衛生陶器製造
- 祖父江工業（愛知県名古屋市中川区） - 住宅設備機器販売
- テムズ（東京都台東区） - 建材・住宅設備機器販売
- ダイナワン（DINAONE、東京都中央区） - 商業施設向けタイル・石材の輸入・販売、タイル販売特約店2社との共同出資。海外の個性的なタイルを多数仕入れている
- INAXCOM - 建材販売・モザイクタイル中心
- ジャクソン エス.ピー.アイ（JAXSON、東京都港区） - 高級浴槽及び浴槽回り品を製造・販売・輸出入

経営統合以前は、INAX出版が書籍出版事業として存在していた（下記に後述）。

## その他

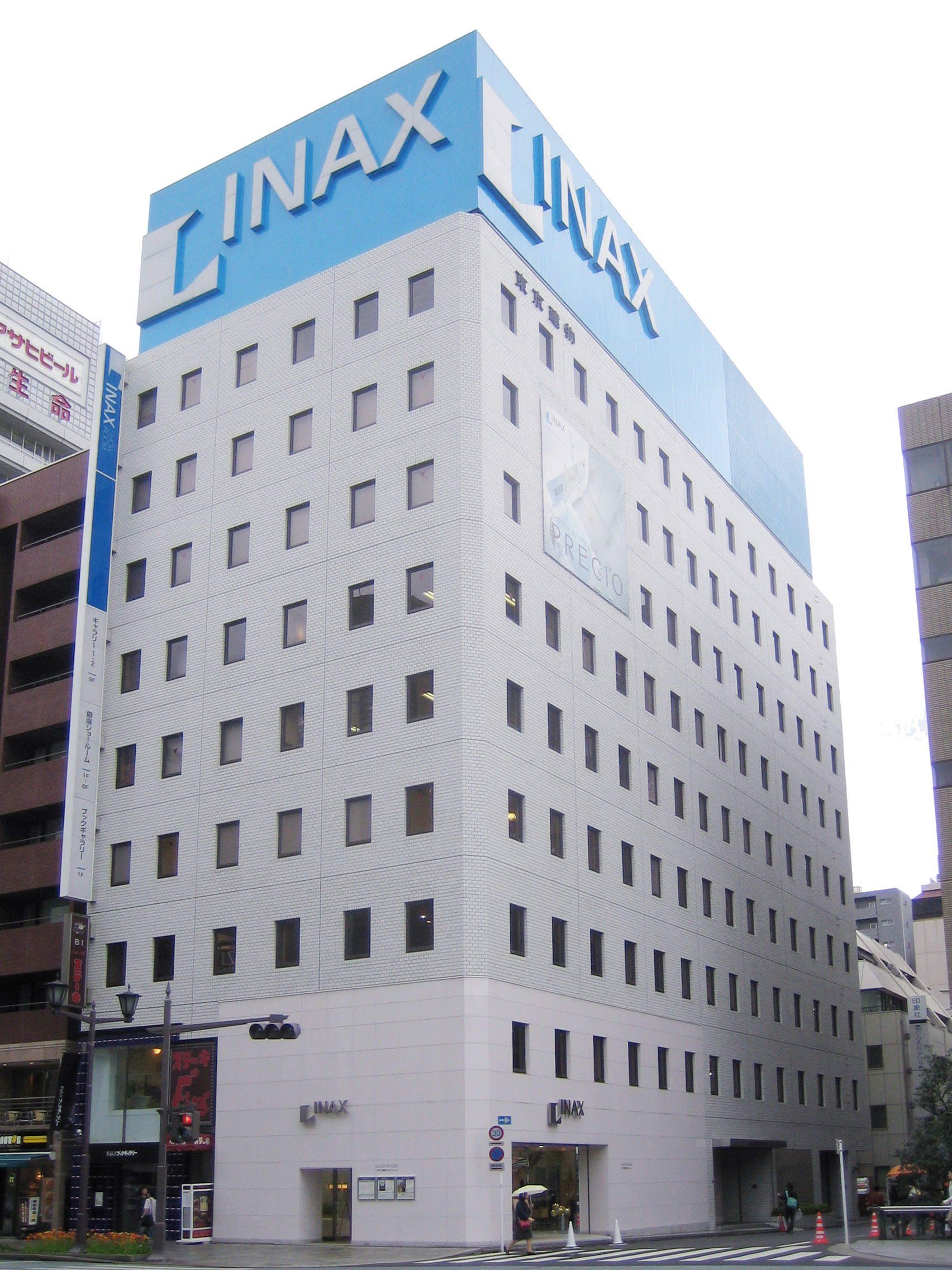
INAX銀座ショールーム・INAXギャラリー（東京都中央区京橋、東京建物京橋ビル）。同ビル内にギャラリーが置かれている。

東京・銀座ショールームビルおよび大阪ショールームに「INAXギャラリー」を設置し、アートや考現学指向の展示を行った。また、出版部門「INAX出版」も持ち、INAXギャラリーでの展示内容を「INAXブックレット」として刊行する他、建築関連の書籍を多数発行した（なお、経営統合後は全て「LIXIL」のブランドに変更して運営している。また、TOTOも同様の事業を行っている）。LIXILギャラリーは2020年秋に閉廊、LIXIL出版は2021年11月25日を以て活動終了し既刊書籍は株式会社トゥーヴァージンズにて流通・販売を継続している。
本社のある常滑市にはトイレパーク、タイル博物館、陶楽工房（INAXライブミュージアム）、また窯のある広場・資料館、といった施設がある。
産業廃棄物となっているおからの再生利用技術も開発している。
2006年（平成18年）9月 - 12月に、INAXギャラリーがある銀座通りにて、国際的な写真家集団マグナム・フォトのメンバーが撮影した東京の情景を、タイルにプリントして展示するというイベント「銀座フォトグラム2006」が行われた。タイルの持つ高い耐久性を生かし、長期にわたって屋外にて写真を展示することを実現した。このタイルはINAX伊賀上野工場が製造を担当し、その仕上がりはマグナム・フォトの厳しい要求にも応えている。
中部国際空港内の一部のトイレは、本社と同じ常滑市にあるにもかかわらず、入札でTOTO製が採用された（常滑市内にはTOTOの関連会社「TOTOサニテクノ」が所在する）。

## テレビ番組
- 日経スペシャル ガイアの夜明け 女たちの20年戦争～ニッポンの職場は変わったか～（2006年10月17日、テレビ東京）[10] - 企業の女性活用を取材。

## 提供番組（全て過去）
- 愛ラブ・リビング（日本テレビ）
- 美味しんぼ（日本テレビ）
- クイズ どんなMONだい?!（日本テレビ）
- JNNニュースコープ（TBS・火曜日のみ）※1980年代に日本生命と共にナショナルスポンサー。
- 大改造!!劇的ビフォーアフター（ABC制作・テレビ朝日系列）※競合会社のTOTOと提供。同じLIXILブランドであるTOEXもスポンサーだった。
- トイレの神様（MBS制作・TBS系列、冠スポンサー） ほか